# Strażnica WOP Bobolin
Strażnica WOP Bobolin – podstawowy pododdział graniczny Wojsk Ochrony Pogranicza.

## Formowanie i zmiany organizacyjne
Strażnica została sformowana w 1955 na bazie GPK Bobolin. Weszła w skład 123 batalionu WOP jako 60a strażnica WOP. W 1956 rozpoczęto numerowanie strażnic na poziomie brygady. Strażnica Bobolin I kategorii była 10. w 12 Brygadzie Wojsk Ochrony Pogranicza. W 1958 otrzymała numer 16.
Strażnicę rozwiązano w 1963. Odcinek przekazano strażnicom: Dołuje i Broniszew. Styk między przyjmującymi strażnicami ustalono pomiędzy słupami 788 i 789. Żołnierze przydzieleni zostali na strażnice kierunkowe batalionu WOP Szczecin. Budynek strażnicy przekazany do PRN Szczecin.

## Służba graniczna
W 1960 16 strażnica WOP Bobolin III kategorii ochraniała 3450-metrowy odcinek granicy państwowej od znaku granicznego 794 do zn. gr. 786.
Strażnice sąsiednie:
Strażnica WOP Dołuje, Strażnica WOP Barnisław - 1959

## Dowódcy strażnicy
- por. Lucjan Szafirski (co najmniej od 1956, co najmniej do 1961)[3]